# AM 748 I 4to
AM 748 I 4to — фрагмент исландского манускрипта, содержащего несколько поэм из Старшей Эдды. Датируется приблизительно 1300 годом, началом XIV века. Манускрипт выполнен из веллума. AM 748 I 4to — единственный манускрипт, где сохранилась Baldrs draumar. Другие поэмы так же содержатся в Codex Regius.
В сохранившихся шести листах манускрипта записаны следующие мифические поэмы:
- Grímnismál (целиком)
- Hymiskviða (целиком)
- Baldrs draumar (целиком)
- Skírnismál (частично)
- Hárbarðsljóð (частично)
- Vafþrúðnismál (частично)
- Völundarkviða (начало прозаичного пролога)